# アルテュール3世 (ブルターニュ公)
アルテュール・ド・リッシュモン（Arthur de Richemont, 1393年8月24日 - 1458年12月26日）は、中世フランスの貴族・軍人。百年戦争後半にフランス王軍司令官（fr）として活躍した。「正義の人」（Le Justicier）の異名がある。後にブルターニュ公アルテュール3世（Arthur III de Bretagne, ブルトン語：Arzhur III dug Breizh, 在位：1457年 - 1458年）ともなった。
ブルターニュ公ジャン4世とナバラ王カルロス2世（悪人王）の娘ジャンヌ・ド・ナヴァールの次男で、当初パルトネー卿、リッチモンド伯（名目のみ）、後に甥（兄の子）のピエール2世の跡を継ぎブルターニュ公アルテュール3世となった。他にトゥーレーヌ公、モンフォール伯、イヴリー伯の称号も併せ持ち、トネール伯領も併せ持った。また、フランス元帥の地位に就いた。
リッチモンド伯は、ノルマン・コンクエスト以来ブルターニュ公にたびたび与えられてきたイングランドの爵位であるが、ジャン4世の死後はベッドフォード公ジョンに与えられていた。しかしブルターニュ公家ではその後も伯位を自称してアルテュールに与えたため、アルテュールはリッシュモン（リッチモンドのフランス語読み：リシュモン、或いはリシュモーンが発音に近いが、日本ではリッシュモンと慣用的に呼ぶ）と呼ばれた。リッシュモン大元帥とされることが多い。
アルテュールは様々な称号を持つものの、その前半生においては実収をそれらの領地からはほとんど得ることができず、実兄のブルターニュ公ジャン5世の援助などに頼っていた。

## 概要
1410年から1414年のフランスの内乱ではアルマニャック派に属してブルゴーニュ派と対立、1415年のアジャンクールの戦いでは負傷してイングランド軍の捕虜となったが、1420年に解放され、トロワ条約を承認するよう兄のジャン5世を説得した。1422年にはイングランドからトゥーレーヌ公に叙爵されたが、1424年にフランス王シャルル7世の陣営に戻った。翌1425年に王軍司令官に任じられ、1429年のパテーの戦いではジャンヌ・ダルクや甥のアランソン公ジャン2世と共に戦った。ブルターニュ公になる以前からフランス宮廷において重要な存在であり、カリスマとなったジャンヌ・ダルクの支持者の1人であった。
リッシュモンは頑固さと癇癪のために1427年には宮廷から追放されているが、1433年に宮廷闘争の勝利により、シャルル7世の寵臣を追放して影響力を取り戻し、1435年に締結されたシャルル7世とブルゴーニュ公フィリップ3世（善良公）とのアラスの和約を取りまとめた中心人物の1人となった。この和約によりフランスとブルゴーニュは和平を結び、イングランドを敗北に導いた。そして1450年のフォルミニーの戦いでフランス軍を率いイングランド軍に勝利し、ノルマンディーを再征服した。
ブルターニュ公の一族であるため、単なる軍人としてではなく政治的な動きも多く、フランス、イングランド、ブルゴーニュの間で揺れたり、その仲を取り持ったりと複雑な動きをしている。またシャルル7世の宮廷においても、王妃マリー・ダンジューの母であるアラゴン王女ヨランド・ダラゴン派として宮廷闘争に加わっている。しかし、決定的な戦闘における勝利と王軍の改革に貢献し、百年戦争をフランスの勝利に導いた。

## 誕生以前
フランス西北部のブルターニュの住民ブルトン人はケルト人と考えられている。サクソン人などのゲルマン人との混血が進んだイングランド人よりも純血性を保持していて、どちらかというとフランク族などのゲルマン諸族との混血が行われたフランスの他の地方よりも、海峡を隔てたグレートブリテン島の方が文化的にも近く、半独立状態を保っていた。イングランド王家が隣のノルマンディーから出ていることもあり、英仏両国の複雑な事情から一概にフランスに帰属すべき地方だとは言い切れないのが当時の状況であった。歴代のブルターニュ公は半独立を貫こうとし、それは後に公位を継いだアルテュールも例外ではなかった。
1341年にジャン3世が正嫡なくして死ぬと、同名で異母弟のモンフォール伯ジャンと姪のパンティエーヴル女伯ジャンヌの後継者争い（ブルターニュ継承戦争）が起こった。モンフォール伯はヴァンヌを始めとするブルターニュ半島西部を押さえ中小貴族が味方し、パンティエーヴル女伯とその夫シャルル・ド・ブロワはナント・レンヌなど東部を領有、大貴族とブロワ伯の母方の伯父に当たるフランス王フィリップ6世が支持した。
フィリップ6世はパンティエーヴル女伯を「コンフランの決定」で支持してフランス軍を派遣、モンフォール伯を捕らえたが、妃ジャンヌが対抗のためイングランド王エドワード3世に忠誠を誓い、イングランドも加勢したためブルターニュ継承戦争は百年戦争と並行して代理戦争の様相を呈した。1345年にモンフォール伯が死去、1346年のクレシーの戦いでフランス軍がイングランド軍に大敗、後ろ盾を無くしたブロワ伯が翌1347年にイングランド軍に捕縛されてもパンティエーヴル女伯が徹底抗戦したため、両陣営は決定打を欠き戦争は長期化していった。
1364年9月29日のオーレの戦いでブロワ伯がイングランド軍に敗死したことで戦争は1365年4月12日のゲランド条約で終結、フランス王シャルル5世（フィリップ6世の孫）はモンフォール伯の同名の息子をブルターニュ公ジャン4世と認め、以後はモンフォール家が代々世襲でブルターニュを治めること、モンフォール家断絶後はパンティエーヴル家に移る、ブルターニュはフランス王への名目的な服従を示す単純服従のみ許されるなど、対イングランド戦略を進めたいシャルル5世とモンフォール側の妥協が成立した。しかしフランス側がベルトラン・デュ・ゲクランやオリヴィエ・ド・クリッソンらブルターニュの有力貴族を味方につけた（パンティエーヴル女伯の息子ジャン1世とクリッソンの娘マルグリットの婚姻など）縁でジャン4世は幼馴染のクリッソンと宿敵関係となりはじめ、ジャン4世の方もイングランドと秘密条約を結びフランスからの離反を画策して1378年にブルターニュ併合の危機を招く、1392年にクリッソンの暗殺未遂事件を起こした家臣を匿いフランス王シャルル6世による遠征が計画されるなど無節操な振る舞いを繰り返したが、いずれもシャルル5世とゲクランの死去やシャルル6世の発狂で切り抜け、1395年にクリッソンと和睦して1399年に亡くなるまでブルターニュを保持した。
一方で1399年にイングランドから亡命していたヘンリー・オブ・ボリングブルック（後のヘンリー4世）は、ジャン4世の妻ジャンヌ・ド・ナヴァールを誘惑、同年のうちにイングランドへ戻り従兄のリチャード2世から王位を簒奪すると、ジャン4世の死後にジャンヌと結婚した。これはブルターニュ支配を狙った政略結婚だったが、事前にジャン4世から子供達の後事を託されたクリッソンがブルターニュをフランスに委ねたため策略は失敗、アルテュールらはイングランドへ行かずフランスで成長することになる。

## 生涯

### 幼年期から虜囚時代
アルテュール・ド・リッシュモンは1393年にジャン4世とジャンヌ夫妻の次男としてヴァンヌのシュシニオ城で生まれた。ケルト伝説のアーサー王と同じ名前を付けられたことは、後で災いを招くことになった。リッチモンド伯の称号は幼少時に授けられた。
兄にブルターニュ公ジャン5世、弟にシャントセ領主ジルとエタンプ伯リシャール、姉にアランソン公ジャン1世妃マリー、ロアン子爵アラン9世妃マルグリット、妹にアルマニャック伯ジャン4世妃ブランシュがいる。兄ジャン5世との仲は生涯良好であったようで、様々な援助を受けている一方、リッシュモンは兄の死後にその息子の後見も行い、しばしばブルターニュのために働いている。
1400年、父からリッシュモンら兄弟の後見人に指名されたクリッソンはフランス王シャルル6世と相談して、兄弟達がイングランドへ連れて行かれないように手を打ち、シャルル6世の叔父に当たるブルゴーニュ公フィリップ2世（豪胆公）に兄弟を託した。兄が無事に公位を継ぐ一方で、リッシュモンはパリでオルレアン公ルイ（シャルル6世の弟）および豪胆公の後見を受けてブルゴーニュへ迎えられた。クリッソンらの配慮のおかげで母が1402年にヘンリー4世の妻として娘達を連れてイングランドに行ってしまうも兄弟はフランスに留まった。
ブルゴーニュでは豪胆公の孫で同世代である後のフィリップ善良公と、姉で後に妻となるマルグリットと共に育てられた。リッシュモンはこの時点でブルターニュ公の弟であり、クリッソンとブルゴーニュ公の後見を受け、イングランド王の義理の息子であり、兄の妻が後のシャルル7世の姉ジャンヌであることからフランス王家とも縁続きであるという華麗な縁戚を持っており、それは後にさらに発展していくことになる。
1404年に豪胆公が亡くなり、後を継いだ息子のジャン1世（無怖公、マルグリットと善良公の父）からは遠ざけられるが、豪胆公の兄でシャルル6世の後見人でもあるベリー公ジャン1世はリッシュモンの人物を買い、シャルル6世の嫡子である王太子ルイに近づけさせた。リッシュモンは兄の援助の下、翌1405年に12歳で初陣を済ませると、いくつかの戦闘にも参加した。ベリー公はソワソン包囲戦の戦勲によりリッシュモンの騎士叙勲も行っている。
一方、宮廷でオルレアン公と無怖公は同族同士で反目していたが、これは英仏両王家のみならず、ブルターニュを巡るモンフォール家とパンティエーヴル家の争いをも再燃させ、無怖公は娘イザベルをパンティエーヴル女伯とクリッソンの孫に当たるオリヴィエ（パンティエーヴル伯ジャン1世とマルグリット・ド・クリッソンの子）と結婚、対するジャン5世は妹ブランシュをアルマニャック伯ベルナール7世の息子ジャンと結婚させた。宮廷がオルレアン派とブルゴーニュ派に割れる中リッシュモンは兄と共にオルレアン派に属し、1407年にオルレアン公が無怖公の刺客に暗殺されると、息子でオルレアン公位を継いだシャルルおよび舅のアルマニャック伯らが結成したアルマニャック派に入りブルゴーニュ派と戦った。
リッシュモンは当時の習慣である戦闘後の略奪を嫌っており、1411年のパリ北部の都市サン＝ドニ陥落において配下の兵に略奪を禁じたことが記されている。これは後の兵制改革にも通じる。一方、アルマニャック派がヘンリー4世と密約を結ぶ工作を進めると、リッシュモンは1412年にノルマンディーに上陸したクラレンス公トマスが率いるイングランド軍の出迎えおよびブルゴーニュ派が包囲したベリー公の支配地ブールジュを救援、翌1413年にポンティユ伯シャルル（後のシャルル7世）やアラゴン王女ヨランド・ダラゴンと面会、1414年にブルゴーニュ派の拠点であるコンピエーニュ・ソワソンなどを落とす戦功を挙げる。ベリー公と王太子からは恩賞として騎士叙勲、パルトネーの領有権を与えられたが、ここに居座る領主と揉めている時にイングランド軍が上陸、パルトネーを実効支配出来なかった。
1413年に継父のヘンリー4世が没すると、後継者のヘンリー5世が1415年8月にイングランド兵を率いてフランス北部に上陸した。ヘンリー5世はフランス王位を要求し、シャルル6世の娘カトリーヌとの結婚を要求した。これに対して王家に忠誠を誓うアルマニャック派は結集したが、無怖公らブルゴーニュ派は親イングランド的中立を維持し参戦を禁止した。ブルターニュはフランスと同盟しジャン5世は8,000の兵を率いて戦場へ向かったが、これは間に合わなかった。
イングランドとフランスの両軍は史上名高い10月25日のアジャンクールの戦いで衝突し、リッシュモンはフランス国王軍の一員として参加した。百年戦争の通例通り、野戦においては統率もなく騎士道精神の名の下に各人の功名と名誉心で突撃を行うフランス軍は、長弓部隊を中核とするイングランド軍に惨敗し、オルレアン公シャルルを含むフランス貴族の多くは戦死するか捕虜となった。リッシュモンも怪我をした後に捕らえられ、母のいるイングランドへ連行された。
「アーサー（アルテュール）の名を持つブルトン（ブルターニュ）人がイングランドを征服する」という迷信をヘンリー5世は気にしており、兄の度重なる身代金支払いにもかかわらず、リッシュモンは釈放されなかった。イングランドにおいて、母は既に継子であるヘンリー5世からは疎まれ、迫害されていて、彼の助けにはならなかっただけではなく人質にもなっていた。その間フランスでは庇護者の王太子とベリー公が12月と1416年6月15日に相次いで亡くなり（1417年に別の王太子ジャンも死去、ポンティユ伯シャルルが王太子となる）、アルマニャック伯も1418年にブルゴーニュ派に殺害されアルマニャック派は大打撃を受けた。1419年9月10日にパリを奪回した無怖公もアルマニャック派の報復に襲われ暗殺、両派の内乱を尻目にイングランド軍はノルマンディーとイル＝ド＝フランスを制圧、無怖公の後を継いだフィリップ善良公はイングランドと同盟を結び、1420年5月21日にトロワ条約締結でヘンリー5世の将来のフランス王即位が明文化されるまでになった。ジャン5世も遺恨のあるパンティエーヴル家に一時監禁されるなどリッシュモンにとって不利な状況が相次ぎ苦難の時を過ごした。
リッシュモンはたびたび宣誓の下での自由を得て、兄にイングランドとの同盟を促すための使者となったが、騎士道の習慣と母が人質状態であることから、宣誓を破り完全な自由を得ることはなかった。虜囚は5年続き、1420年7月に条件付きで解放、宣誓状態での虜囚状態は1422年のヘンリー5世の死まで続く（同年にシャルル6世も死去）。

### 元帥就任と勢力争い
ヘンリー5世の死後、幼いヘンリー6世が即位し、ヘンリー5世の弟であるベッドフォード公ジョンとグロスター公ハンフリーが後見人となった。1423年にベッドフォード公はイングランド・ブルゴーニュ・ブルターニュ間の関係強化を図り、リッシュモンとマルグリットを結婚させ、自身もマルグリットの妹アンヌと結婚している。リッシュモンに取っても結婚はメリットがあり、密かにブルゴーニュ・ブルターニュ間でブルゴーニュとフランスの和解を目指すことを約束させ、善良公からトネール伯領など領地を与えられた。
ところが1424年、ベッドフォード公が些細なことからリッシュモンを侮辱したために、彼はイングランド陣営を去り、2度と戻らなかった。ヘンリー5世の死の時点でリッシュモンとヘンリー5世の間の宣誓が無効になったかどうかは意見が分かれるところであるが、ヘンリー5世が死に臨んで、あるいはベッドフォード公が独断で宣誓から解放した証拠はない。ただし、この事件はただでさえ長い間虜囚の目にあっていたリッシュモンを決定的に反イングランド的な立場に追いやった。以後、彼は反英親仏の立場を貫き、その影響を受けてジャン5世も親仏的中立またはフランスとの同盟の立場に立った。
リッシュモンは虜囚時代後期の限定的な自由を得ている状態で、密かにサヴォイア公国およびブルターニュ公国とフランス王家及びブルゴーニュ公国との大同盟の策謀に加わっており、2人の兄の死により王太子となりフランス王となっていたシャルル7世の妃マリーの母であるヨランド・ダラゴンの信任を得ていた。ヨランドはシャルル7世に働きかけ、空位となっていた元帥の位に推した。リッシュモンは兄のアドバイスと支持を受けて、ヨランドの交渉でフランスと休戦協定を結んだ善良公の支持をも取り付けた上で1425年3月7日に元帥位を受けた。
フランス元帥は機能上は王国第2の位であり、戦時には一時的に国王の権限を上回る軍事的な指揮権を持ち、全軍の先鋒の司令官となる一方で、国王の入城の際には抜刀して先導する栄誉ある役職であった。リッシュモンは王国の資金でブルトン人4,000人の部隊を編成する権利が与えられた。この部隊は最後まで彼の軍の中核となり、忠誠を誓い続けた。そしてこれが後の国王常備軍へ発展するための中核となった。
しかし、リッシュモンは元帥位に就きながら、その直言と頑固と思われるような信念の固さからシャルル7世には疎まれており、取り巻きからは私腹を肥やす上で重大な障害と見なされた。シャルル7世の厭戦癖と取り巻きの公私混同により、リッシュモンは実質的な宰相として王国軍を運用維持していたが、周囲の妨害もあり、1426年にサン・ジャム・ド・ブーヴロンを包囲したが宮廷から援助を差し止められた上、イングランド軍に包囲網を破られ2度目にして生涯最後の戦闘での敗北も喫している。リッシュモンは君側の奸を取り除くべくピエール・ド・ジアックを排斥、翌1427年2月にジアックを即決裁判で処刑すると、彼に成り代わったカミュ・ド・ボーリユも処刑し、その際にジョルジュ・ド・ラ・トレモイユと手を組んだ。シャルル7世は相次ぐ寵臣の処刑に対し、リッシュモンに不信感を隠せなかった。
リッシュモンはボーリユの後任の筆頭侍従にラ・トレモイユを推薦したが、彼は政争においてリッシュモンの上を行っており、リッシュモンは実質的な権限を停止させられてしまった。ラ・トレモイユはリッシュモンを利用してジアックら政敵を葬ると、使い終えた道具である彼も処分することに成功したのである。リッシュモンは包囲されたモンタルジの救援をラ・イルとデュノワ伯ジャン・ド・デュノワを率いて9月に成功させたものの、それが一段落すると追放され、パルトネーへ隠居して支配を固めた。シャルル7世の重用をよいことに、ラ・トレモイユは国王の軍資金を横領して私腹を肥やした上、着服した軍資金で私兵を雇い、最大の政敵であるリッシュモンを追い払うことまでしており、両軍の兵は1428年にたびたび衝突している。
同年秋からオルレアン包囲戦が始まると、リッシュモンはシャルル7世とその取り巻き以外からは声望は高く、オルレアン救援の要請が各方面から出されたが、シャルル7世からの命令で近づくことができなかった。しかし、1429年にジャンヌ・ダルクがシャルル7世にオルレアン救援を認められて出陣すると、戦況が一変した。同年6月にはリッシュモンの姉マリーの息子でアランソン公ジャン2世をはじめとする軍勢が、ジャンヌに率いられてロワール川の掃討戦役を開始したため、リッシュモンの軍は合同の姿勢を見せた。シャルル7世とラ・トレモイユはジャンヌとアランソン公にリッシュモンの軍を追い払うように命令するが、ラ・イルなどの将軍はリッシュモンとの合同がイングランド軍との決戦には必要と支持した。ジャンヌはリッシュモンの指揮を受け入れ、6月18日のパテーの戦いでイングランド軍に大勝利を収めた。ラ・イルの奇襲が成功し、百年戦争の大規模野戦でフランス軍が勝利する嚆矢となった。このパテーの戦いが、ジャンヌとリッシュモンの最初で最後の共闘となった。
ジャンヌはリッシュモンを陣営に留めるべく努力を続けたが、シャルル7世やラ・トレモイユだけでなく、アランソン公やラ・トレモイユの遠縁であるジル・ド・レ、デュノワ伯などとは折り合いが悪かった。信念を曲げぬ頑固さが対立を生んだのみならず、名声が一頭地を抜いているために嫉視されたのも原因であろう。既に家柄と実力で、内外からフランスの第一人者として認められていたといってよい。
宮廷から返事が無いことに失望したリッシュモンはジャンヌらと別れパルトネーへ戻り、7月のランスでのシャルル7世の戴冠式にも参加できず、他方面でイングランド軍の実質的な総帥ベッドフォード公と対決していた。ヨランドはリッシュモンの復権を狙っていたが、シャルル7世とラ・トレモイユの反発にあって実現しないどころか、ブルターニュをイングランド方に追いやりかねないような行動に出た。ベッドフォード公はリッシュモンとジャン5世にイングランド側へ寝返るべく工作に出たが、リッシュモンは反イングランド的立場を変えず実現しなかった。
1430年にジャンヌがブルゴーニュ軍に捕らえられ、イングランドに引き渡された。ラ・イルやジル・ド・レなどのジャンヌ崇拝者は独自に救援を試みるが、シャルル7世とラ・トレモイユはジャンヌを見殺しにした。翌1431年にジャンヌは処刑されるが、ジャンヌの登場によりフランスに国民意識が誕生していたために、シャルル7世とその取り巻きに対して反発が強まり、再度のリッシュモン復権の動きが現れた。1432年に周囲の説得でリッシュモンとラ・トレモイユが和睦したが一時的であり、翌1433年、リッシュモンとヨランドはラ・トレモイユを捕らえて幽閉し、国王の侍従にはヨランドの息子で王妃の弟であるメーヌ伯シャルルが穴を埋めた。この政変によりラ・トレモイユは失脚、リッシュモンは再び王国の総司令官の地位に名実共に返り咲いた。

### 兵制改革とフランス再統一
シャルル7世も、この頃からリッシュモンの私欲のなさを認め始めた。リッシュモンはデュノワ伯、ラ・イル、ザントライユといった武将を使い、イングランドに対して反対攻勢に出た。しかし、配下のブルターニュ兵はともかくとして、諸将は相変わらず傭兵隊長としての性質が強く、街道荒らし（ルティエ）と呼ばれる略奪を続けた。これはフランス民衆からの支持を失うだけでなく、時には中立化しているブルゴーニュ領内でも行い、大同盟も危うくする行動であった。特にラ・イルはたびたびブルゴーニュ領内で略奪を繰り返し、リッシュモンからたしなめられている。
リッシュモンは略奪でなく、国王の名の下による徴税によって常備軍を編成することを考えた。これはかつてシャルル5世の下で一部試みられていたことであった。またリッシュモンは砲兵の活用を積極的に推進、ジャン・ビューローとガスパール・ビューロー兄弟の助けを得て改良した大砲を攻城戦で使用した。これによってルーアンやシェルブールなどの、かつては不落であったイングランドの諸拠点が次々に陥落することになる。またイングランドの長弓部隊にまさる射程をもつ砲兵は、間接的にイングランドの切り札を封じた。
外交にも精力的に取り組み、1435年にアラスで会談が行われた。リッシュモンは出席した善良公にフランスと和睦する条件を突き詰めていき、交渉中の9月14日に障害だったベッドフォード公が死んだこともあり、1週間後の9月21日にアラスの和約が結ばれた。シャルル7世はリッシュモンの説得に渋々応じ、善良公に父を暗殺したことを公式に陳謝して、ブルゴーニュの脱落とフランスとの同盟への道をつけた。締結後はイングランドに占拠されたパリの解放に向けて戦略を整え、1436年3月に出陣してイングランド軍を蹴散らし、4月13日にパリへ入城して解放を果たした。パリ解放後もイングランドからの拠点奪回を続け、1437年にモントロー、1438年にドルー・モンタルジ、1439年にモー、1440年にサン＝ジェルマン＝アン＝レー・バール＝シュル＝オーブ、1441年にクレイユ・ポントワーズ・ヴェルダンなどイル＝ド＝フランスとシャンパーニュの都市を次々と奪回、戦局をフランス有利に進めた。一方、シャルル7世の命令で善良公に捕らえられていたルネ・ダンジュー（メーヌ伯の兄）の釈放を善良公に掛け合い、身代金を支払い釈放させている。
また、リッシュモンは対イングランド戦争および対ブルゴーニュ公国外交と同時に、国内に大混乱を引き起こす元凶であった傭兵部隊の略奪対策を強力に推進した。1439年11月2日にシャルル7世が招集した三部会の同意の下で勅令が制定、略奪を行っている傭兵部隊は次々に駆逐されるか、報酬と引き換えに故郷へ返された。一方で、それまでの不安定な封建貴族の私兵の寄せ集めや傭兵隊長の雇用による王国軍を常備制へと変換させる兵制改革を進めた。この財源として、リッシュモンは貴族の勝手な徴税を禁じ、貴族にも税をかけた。これは大きな反発を呼んだが、結果として王権の相対的上昇をもたらし、絶対王政を成立させる大きな要因となった。
課税に対する貴族の反発は1440年にプラグリーの乱として表れ、デュノワ伯、アランソン公、ラ・トレモイユやブルボン公シャルル1世などが王太子ルイ（後のルイ11世）を擁立して反乱を起こした。対するリッシュモンはシャルル7世と連携して素早く反乱を鎮圧、改革を一層推し進めることが出来た。ジル・ド・レの領地没収に伴い発生した兄とジルの一族との紛争調停も行い、同年処刑されたジルの遺領の一部を兄から分け与えられ所領は増えたが、1442年に妻マルグリット、兄やヨランドなど身内や庇護者を失いながらもフランス南西部のギュイエンヌ遠征やジャンヌ・ダルブレとの再婚、甥のブルターニュ公フランソワ1世の後見などを務め、1445年と1448年の勅令で常備軍制定に尽力した。1446年にフランソワ1世をシャルル7世に臣従させブルターニュとフランスの提携を実現、モンフォール家とパンティエーヴル家の和解にも尽力し、こちらも1448年に両家が相続規定と領地交換の取り決めにより手を結び、背後を固めたリッシュモンはノルマンディー遠征に向けて準備を整えていった。
1449年3月、イングランド軍がブルターニュ領のフージェールを奪ったことでフランス軍は8月から11月にかけてノルマンディー遠征を開始、リッシュモン麾下の軍はノルマンディー西部のコタンタン半島を占領してフージェールを奪回、デュノワ伯の軍はルーアンなど東部を占領、ノルマンディーの大半が奪還された。イングランド王家にとって故地の喪失は許されることでなく、イングランドは大軍を編成して翌1450年3月に再上陸、それに対してフランス軍は4月15日にフォルミニーの戦いにおいて大勝利を収めた。フランス軍はリッシュモンの将であるクレルモン伯ジャンの独断開戦で各個撃破の窮地に陥りそうになったが、リッシュモンは主力を率いて直ちに救援に向かい、反撃に出て勝利を収めた。これにより要港シェルブールへの道が開け、7月1日にカーン、8月12日にシェルブールを砲兵の機動的活用により陥落させた。こうしてリッシュモンはノルマンディーを完全平定、戦後はシャルル7世の命令でノルマンディー施政官に任命され、占領行政とイングランドの警戒に当たった。
1451年に残るイングランドの領土であるギュイエンヌ奪取を目指すフランス軍の遠征にリッシュモンは外され、デュノワ伯、ジャン・ビューローらがボルドーを含むギュイエンヌを占領した。リッシュモンがフランス北部を警戒しているために、イングランドはボルドー方面から反撃を試み1452年10月にシュルーズベリー伯爵ジョン・タルボット率いるイングランド軍を上陸させギュイエンヌ回復を図ったが、1453年7月17日のカスティヨンの戦いでアンドレ・ド・ラヴァルとビューローらフランス軍がタルボットを討ち取りイングランド軍を撃破、10月19日のボルドー陥落で止めを刺されギュイエンヌはフランスが奪い返した。
1456年にはパリがようやく国王を受け入れ、ほぼ全土がフランス王の主権の下に回復された。

### ブルターニュ公時代
後見していたフランソワ1世が1450年に死去すると（フランソワ1世は娘マルグリットとマリーをもうけたのみで男子がなかった）、遺言により末弟ピエール2世が後を継ぎ、ピエール2世に男子がない場合はピエール2世の女子よりもリッシュモンの継承順位が上にくることになった。ピエール2世もまた1457年に実子のないまま死去したため、リッシュモンはブルターニュ公位を継ぎ、ブルターニュ公アルテュール3世となった。
リッシュモンは元帥位を名誉に思い、返上せずに名乗り続けたが、ブルターニュ公領の半独立は貫き続けた。彼はブルターニュの外に持っていた所領に関しては絶対服従を誓ったが、ブルターニュ公領については単純服従のみであった。これがリッシュモンのフランスにおける評価を微妙にさせている最大の原因の1つである。
翌1458年にリッシュモンは健康を害し、65歳で死去した。嫡子がいないため甥のフランソワ2世、次いでその娘アンヌが後を継いだが、アンヌはシャルル8世に結婚を強要され、その死後にはルイ12世と再婚し、ブルターニュはフランス王家が相続し、王領へ併合された。王権の優越をリッシュモン元帥が確立した時点で、半独立領であるブルターニュ公領やブルゴーニュ公領がフランスに併合される道筋がつけられてしまったといえる。

## 家族
リッシュモンは3度結婚しているが、嫡子はいなかった。庶子にジャクリーヌという名の娘がおり、1443年に嫡出子に改めている。
- マルグリット・ド・ブルゴーニュ（1423年10月10日結婚、1441年死亡） - ブルゴーニュ公ジャン1世（無怖公）の娘で王太子ルイ（シャルル7世の兄）の未亡人
- ジャンヌ・ダルブレ（1442年8月29日結婚、1444年死亡） - ドルー伯シャルル2世ダルブレの娘
- カトリーヌ・ド・サン＝ポル（1445年7月2日結婚、1492年死亡） - サン＝ポル伯ピエール1世の娘

## 同時代資料
リッシュモンについて著された同時代の資料として、従者ギヨーム・グルエル（フランス語: Guillaume Gruel）の『アルテュール・ド・リッシュモン年代記』がある。ブリタニカ百科事典第11版では同書について次の様に紹介されている。